# Városlőd
Városlőd (németül: Waschludt) község Veszprém vármegyében, az Ajkai járásban.

## Fekvése
A Bakony egyik legmegkapóbb természeti szépségekkel megáldott települése, mely a 8-as főút és a Pápán át Győrig vezető 83-as főút elágazásától délre helyezkedik el, egy észak–dél irányú völgyben hosszan elnyúlva.
Mindössze három települési szomszédja van: észak felől Csehbánya, délkelet felől Szentgál, nyugat felől pedig Kislőd.

### Megközelítése
A környező nagyobb városok felől a fentebb említett két főút valamelyikén érhető el, de a lakott területeit csak öt számjegyű, alsóbbrendű mellékutak érintik.
A hazai vasútvonalak közül a MÁV 20-as számú Székesfehérvár–Szombathely-vasútvonala érinti, melynek egy megállási pontja van a határai között: Városlőd megállóhely, a település központjától nem messze délre. Kislőd déli külterületei között a két települések egy közös állomása is van, Városlőd-Kislőd vasútállomás, ez Városlőd központjától bő 2 kilométerre nyugatra található.
A helyközi buszjáratok Ajka, Pápa és Veszprém felől is bemennek a településre; a távolsági járatok csak az elágazásnál állnak meg.

## Története

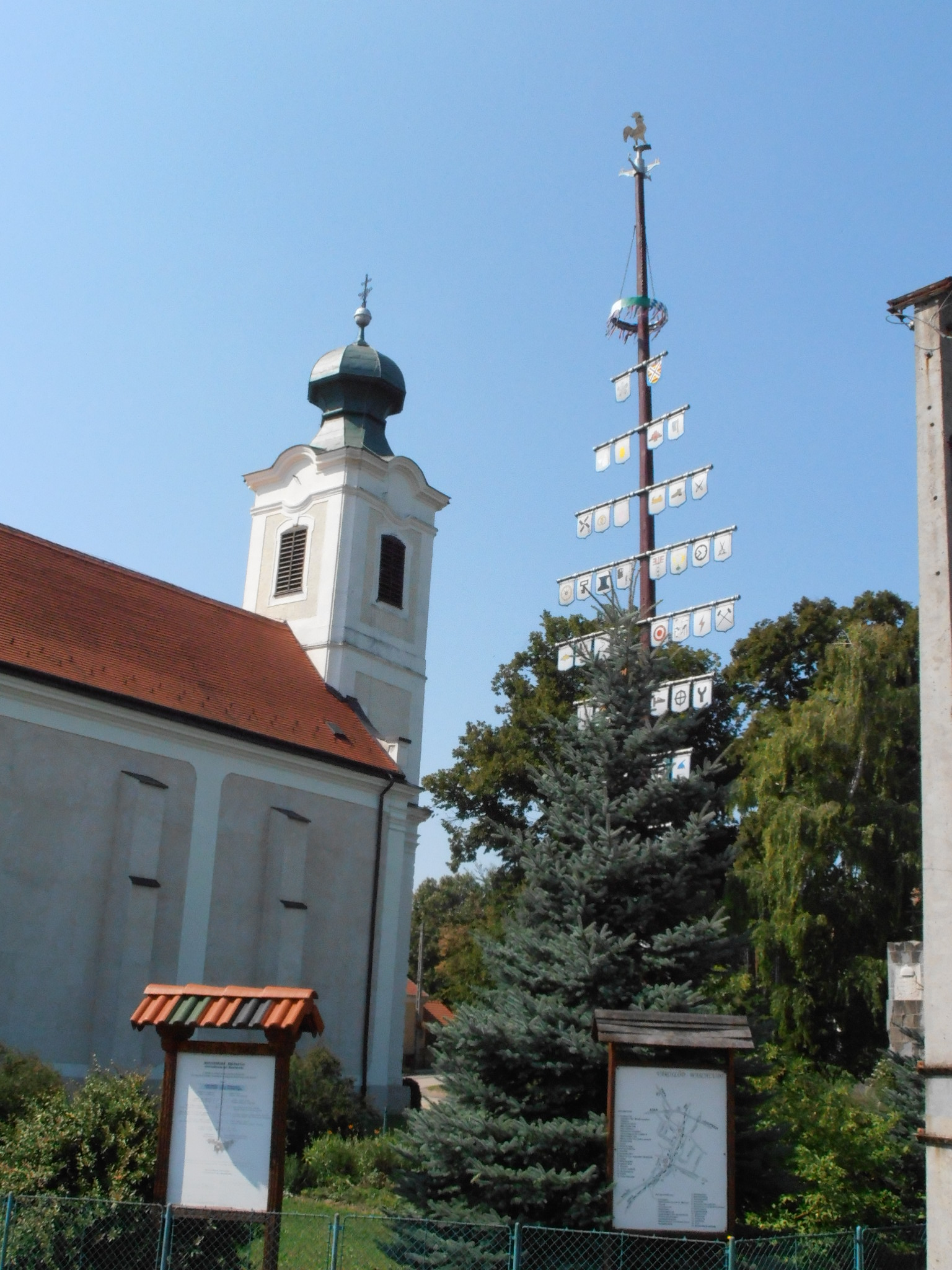
Városlőd főtere

A bronzkorban már lakott település volt. A község határában működött 1346 és 1554 között a gazdagságáról híres lövöldi karthauzi kolostor.
Mátyás király híres könyvtárának kincse egy ősnyomtatvány, az úgynevezett Lövöldi Corvina volt. I. Mátyás magyar király 1480. január 25-én felesége, Beatrix királyné és annak bátyja, Aragóniai János pápai követ társaságában meglátogatta a városlődi (lövöldi) karthauzi kolostort. A lakoma után a király súlyosan megbetegedett, de a gondos ápolás gyorsan meggyógyította. Ekkor hálából a pénzbeli adomány mellett egy könyvet is adományozott a szerzeteseknek, az úgynevezett Lövöldi Corvinát, amelyet ma az esztergomi székesegyház könyvtárában őriznek.
A török veszedelem csaknem teljesen elpusztította a települést. Mivel azonban a munkák elvégzéséhez, földműveléshez munkaerőre volt szükség, Gróf Eszterházy Imre püspök nagyarányú betelepítésének köszönhetően a környék is benépesült. Az 1720-as években a kolostori romoktól keletre a Mainzi Választófejedelemségből németek érkeztek, ez volt Városlőd, míg innen nyugatra bajorok és Szudétanémetek érkeztek letelepülők, ennek a településnek a neve Pille lett (Pila cseh nyelven deszkametszőt jelent). Mindegyik településnek volt szalmával fedett fa temploma, különálló haranglábbal, temetővel. Ezért van Városlődön ma is két temető. 20 év alatt a két település szinte összenőtt. Ezért Padányi Bíró Márton püspök 1747-50 között megépíttette a római katolikus Szent Mihály-templomot. A torony csak 20 évvel később épült.
A kultúrház 1962-ben kezdődő alapozási munkálatainál jelentős falmaradványok kerültek elő. A kirendelt Németh Péter régészhallgatónak feltűnt, hogy Városlődön sokkal nagyobb a templom, mint a környező településeken, amit semmi nem indokol. Megkutatva a falat, bejárva a padlást nagy biztonsággal megállapította, hogy a mai templom déli fala és a szentély mögötti fal teljes magasságig a régi kolostortemplom fala. Ezt pótolták, egészítették ki az akkori templomépítők. A kolostorrobbantás kevésbé volt sikeres, így a maradhattak meg ezek a falak. A település büszkesége, az országos védettség alatt álló főoltár Schmidt Ferenc mester kiváló munkáját dicséri. Középen a templom és a falu védőszentje, Szent Mihály látható, ahogy legyőzi a sátánt. Balról és jobbról két király, Szent István és Szent László szobra látható. Feljebb középen a szobor Szent Imre herceget ábrázolja. Fent Szűz Mária mennybemenetele látható felhők fölött az angyalok gyűrűjében, középen egy latin felirat olvasható: „Ki olyan, mint az Isten”. Ezt a főoltárt eredetileg a veszprémi székesegyházba rendelték, amit az bizonyít, hogy a tagoltsága a veszprémi szentély ablakaihoz igazodik. Valamilyen oknál fogva mégiscsak ide került.
Van még egy hasonlóan szép szószék is a templomban. A három mellékoltár közül az egyik a Jézus szíve-, egy másik a Mária szíve-oltár. Ezek később készültek. A Lourdes-i Szűz oltára eredetileg ajtónyílás volt. Nagyon sokáig két oldalajtaja volt a templomnak. Szóbeszéd szerint az alsó falusiak a nyugati, míg a felső falusiak ezen a keleti ajtón érkeztek a templomba. Két szobor Szent Antalt és Szent Terézt ábrázolja. A jelenlegi orgonát 1930-ban építették. 2011-ben nagy összefogással felújították, érte a település közössége Podmaniczky-díjat kapott. A toronyban három harang lakik: egy 310, egy 114 és egy 18 kg-os; ez utóbbi a lélekharang.

## Közélete

### Polgármesterei
- 1990–1994: József Károly (Falumúzeum Baráti Köre Városlőd)[4]
- 1994–1998: József Károly (független)[5]
- 1998–2002: Pintér Károlyné (független)[6]
- 2002–2006: József Károly (független)[7]
- 2006–2010: Csekényi István (független)[8]
- 2010–2014: Csekényi István (független)[9]
- 2014–2019: Csekényi István (független)[10]
- 2019–2024: Schell Tamás (független)[11]
- 2024– : Schell Tamás (független)[1]

## Népesség
A település népességének változása:
| Lakosok száma | 1343 | 1323 | 1300 | 1261 | 1233 | 1233 | 1223 |
|               | 2013 | 2014 | 2015 | 2021 | 2022 | 2023 | 2024 |

A 2011-es népszámlálás során a lakosok 90%-a magyarnak, 37,7% németnek, 4,2% cigánynak, 0,2% románnak mondta magát (9,6% nem nyilatkozott; a kettős identitások miatt a végösszeg nagyobb lehet 100%-nál). A vallási megoszlás a következő volt: római katolikus 68,9%, református 3,5%, evangélikus 0,4%, felekezeten kívüli 5,9% (19,6% nem nyilatkozott).
2022-ben a lakosság 92,1%-a vallotta magát magyarnak, 21,8% németnek, 4,1% cigánynak, 0,2% bolgárnak, 0,1% lengyelnek, 1,6% egyéb, nem hazai nemzetiségűnek (7,7% nem nyilatkozott; a kettős identitások miatt a végösszeg nagyobb lehet 100%-nál). Vallásuk szerint 51% volt római katolikus, 3,7% református, 0,3% evangélikus, 0,2% görög katolikus, 1,4% egyéb keresztény, 1,1% egyéb katolikus, 9,6% felekezeten kívüli (32,5% nem válaszolt).

## Nevezetességei
- Hölgykő vára, a település külterületén található várrom
- Helytörténeti gyűjtemény
- Német nemzetiségi tájház
- Római katolikus templom
- Kálvária
- A városlődi kőedénygyár motívumai és termékei[14]
- A településen áthalad az Országos Kéktúra.
- Itt végezte elemi tanulmányait Zala György szobrász.

## Képek

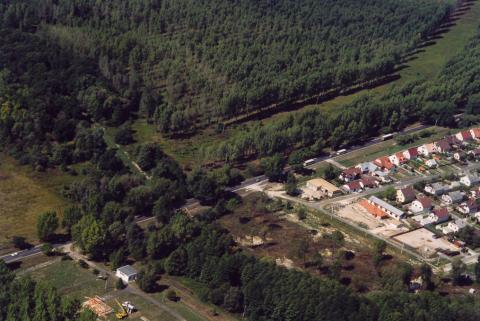
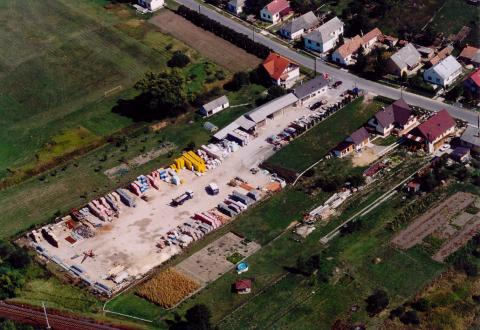
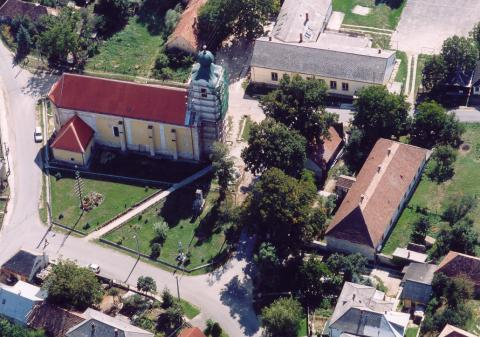
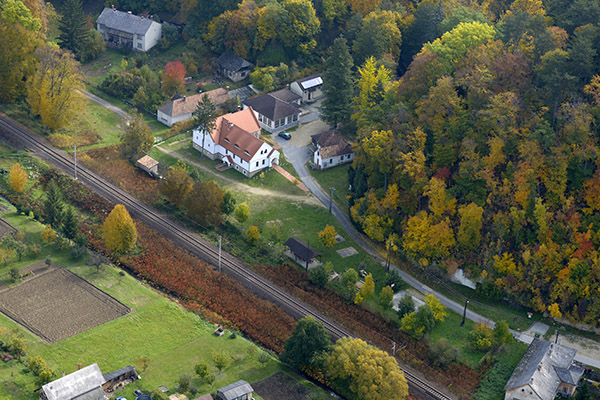
Városlőd, Iglauer Park madártávlatból
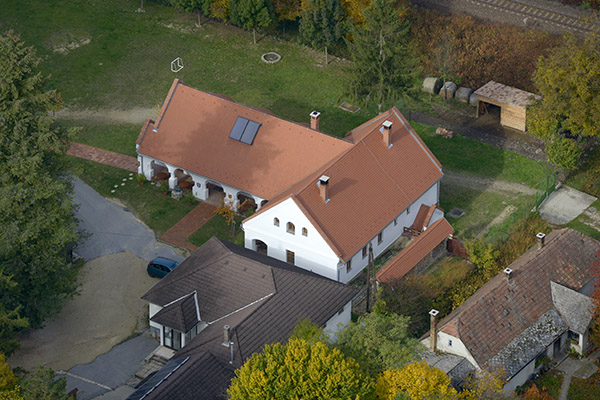
Az Iglauer Park főépülete légi fotón
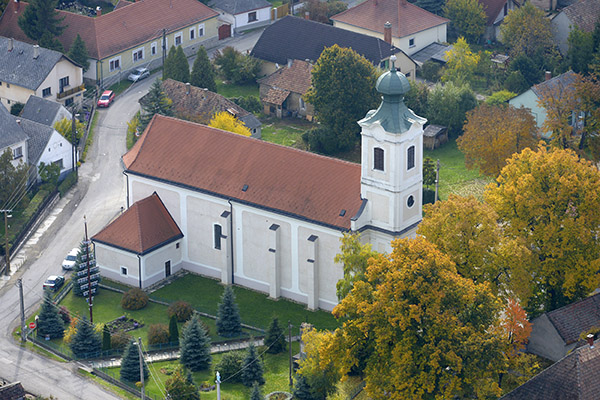
A városlődi Szent Mihály-templom légi felvételen